# Харза
Харза́, или желтогру́дая куни́ца, или уссури́йская куни́ца, или непа́льская куни́ца (лат. Martes flavigula), — вид хищных млекопитающих из рода куниц семейства куньих. Самая большая и ярко окрашенная куница.

## Этимология
Происхождение названия животного неясно. В ЭСБЕ указано, что название «харза» тунгусского происхождения.

## Описание

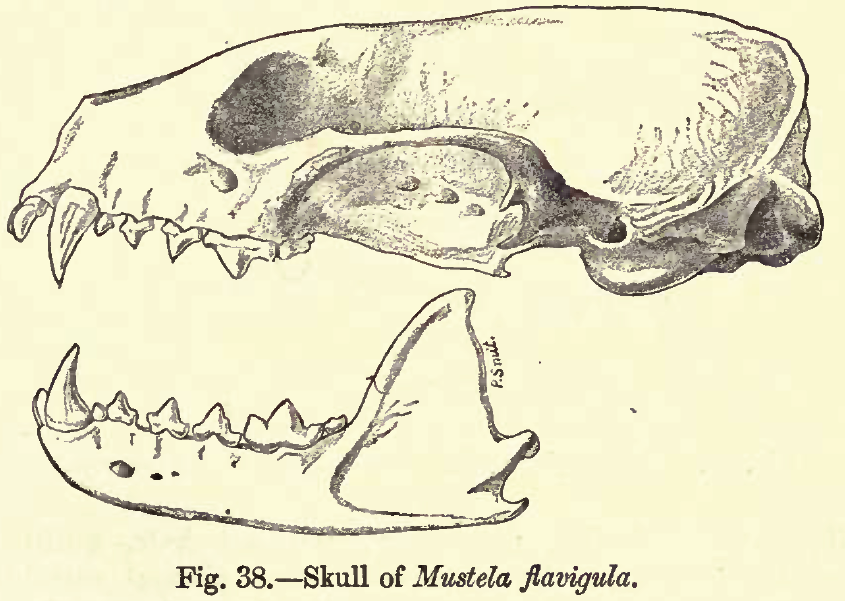
Череп харзы

Харза является довольно крупным хищником, характеризующимся значительно вытянутым телом, в сравнении с которым лапы кажутся короткими (хотя на самом деле лапы длинные и стройные), и малопушистым длинным хвостом. Типичная длина тела (не считая хвоста) самцов равняется 50—72 см при массе в 2,5—5,8 кг, самок — до 62 см при массе 1,1—3,8 кг. По другим данным, длина тела — 75-80 см. Как правило, длина хвоста взрослых особей составляет 35—40 см (около ⅔ всей длины тела). Харза может дорастать до 75—80 см (не учитывая хвост), а длина её хвоста иногда достигает 45 см. Длина черепа взрослых особей составляет более 100 мм. На голове, обладающей удлинённой формой, расположены большие, но при этом короткие, широкие, закруглённые уши. Все эти факторы выделяют телосложение харзы среди остальных куниц.
Мех харзы относительно короткий и грубый, но блестящий. Харзе присуща яркая и пёстрая окраска. Верх головы, лапы и хвост обладают чёрно-бурым цветом, подбородок и горло — белым. Низ, бока шеи и грудь окрашены в золотисто-жёлтый, задняя часть спины — в тёмно-бурый, брюхо — в светло-жёлтый.
В анальных железах выделяется применяемый для самозащиты секрет, наделённый мощным неприятным запахом. Харза пользуется запаховыми метками околохвостовых желёз, которые она оставляет на земле и траве.
Пяточные мозоли на лапах не покрыты волосами (в отличие от, например, лесной куницы).
Череп харзы относительно крупный, отличаясь своим размером от других куниц. Внешне он схож с черепом каменной куницы, но, помимо очень крупных размеров, отличается рядом структурных особенностей. К примеру, мозговая капсула черепа харзы короче.
Строение бакулюма весьма своеобразно, значительно отличающееся от такового у остальных видов рода куниц. Основная часть бакулюма довольно высокая, она уплощена снизу и сжата с боков, передняя половина слегка приподнята, а перед самым концом резко изгибается вверх. На кончике бакулюма присутствуют четыре крючкообразных отростка (один из которых крупнее остальных), расположенных наподобие венчика. Длина бакулюма составляет 78 мм.

## Распространение
Распространена на севере Индии (в Ассаме и предгорьях Гималаев), в Непале, Бутане, Мьянме, Пакистане, Афганистане, Бангладеш, Китае, на полуострове Корея, на всем Индокитайском и Малаккском полуостровах, на островах Тайвань и Хайнань, на индонезийских островах Ява, Суматра и Калимантан, на западе доходя до границы с Ираном. В России водится на Дальнем Востоке — в Приамурье, в бассейне реки Уссури и на Сихотэ-Алине (примерно до 49° с. ш.), конкретно в Приморском и Хабаровском краях, также встречается в Еврейской АО и Амурской области. 

## Образ жизни

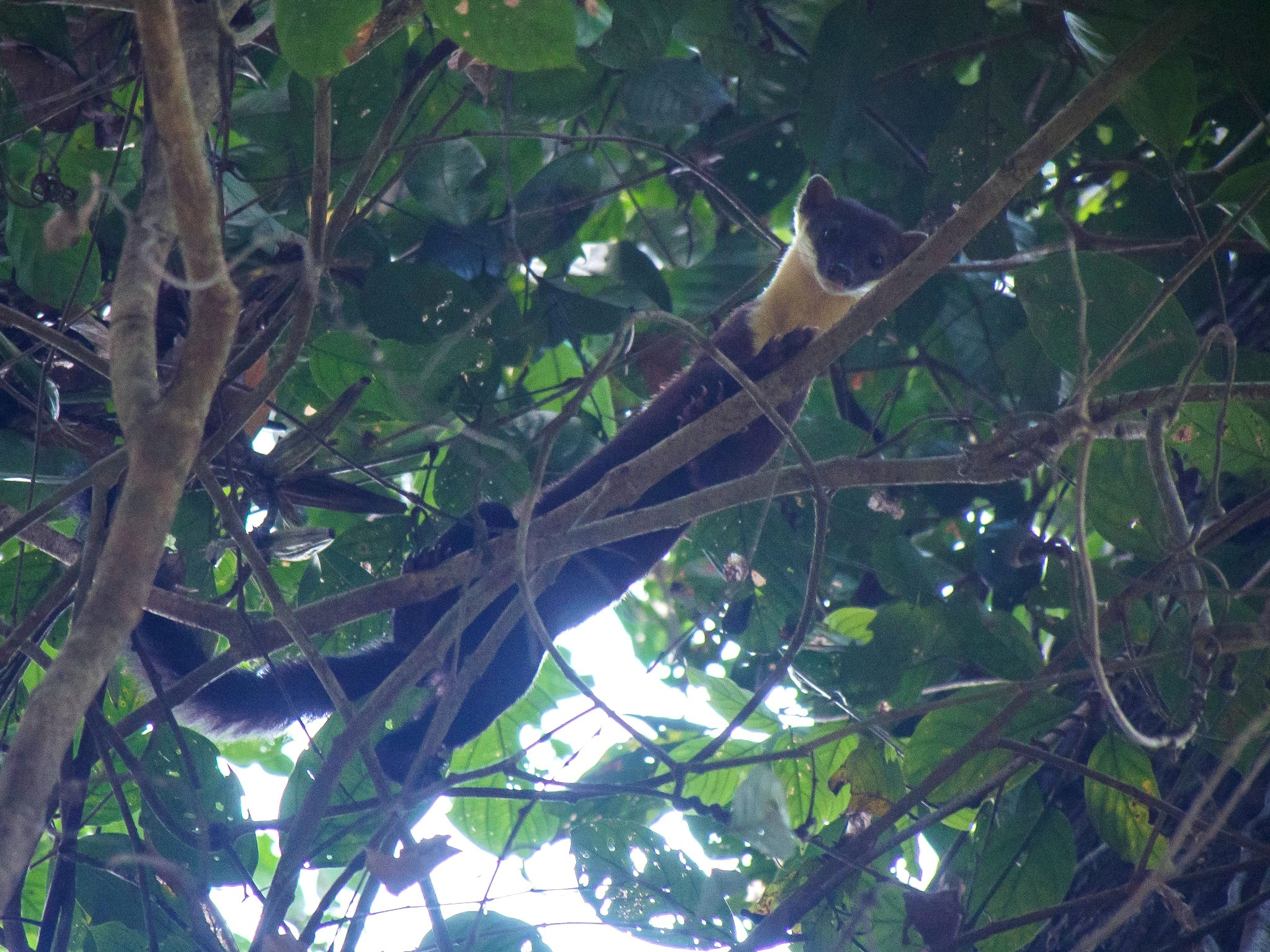
Харза борнейского подвида (M. f. saba) на дереве

Обитает преимущественно в хвойных лесах по склонам гор с редкими скалами и каменными россыпями. В лиственные леса, находящиеся у подножий гор, харзы заходят зимой, когда выше по склонам снежный покров достигает большей глубины. У населённых пунктов харзы, за исключением старых особей, кормящихся на пасеках, не встречаются.
Харза ведёт бродячий образ жизни, активна преимущественно ночью, но нередко и днём. В отличие от большинства куньих, харзы обычно живут совместно небольшими группами из двух или иногда трёх особей. Зимой объединяются в семейные группы, в которых может состоять до 5—7 особей. Харзы часто охотятся совместно, благодаря чему они справляются с крупной добычей. Во время охоты они движутся параллельно друг другу на относительно большом расстоянии (до 100 м), поддерживая визуальный контакт друг с другом и связь с помощью следов. Зачастую с остальными взрослыми особями охотятся нераспавшиеся выводки из 2—4 или реже 5 харзят.

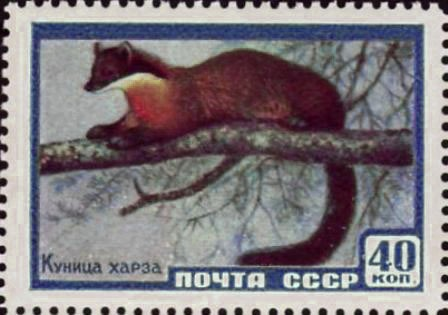
Харза, почтовая марка (СССР, 1959 г., художник А. Комаров)

Харза не по размеру сильна. Её разнообразный рацион во многом зависит от места обитания и времени года. Активна в основном днём, хотя ночная активность также присутствует. Охотится главным образом на кабаргу; на одной туше кабарги стая из 2—3 харз может кормиться 2—3 дня. Из других копытных харза питается кабанятами, телятами лосей, косуль, пятнистых оленей, изюбрей, реже — горалов. Также питается зайцами, белками, летягами (и белок и летяг харза нередко добывает прямо в дуплах), мышевидными грызунами, птицами (летом — также поедает птенцов и яйца; излюбленными видами птиц для харзы являются рябчики и фазаны), лягушками, моллюсками, насекомыми (например, кузнечиками), яйцами, пчелиным воском и сотами с личинками и мёдом, во время нереста — погибшей рыбой, преследует соболей и колонков. Кроме того, изредка, в качестве дополнительного корма употребляет в пищу кедровые орехи и ягоды. Из ягод может пробовать, к примеру, рябину. В неволе харзы могут питаться тыквами.
Всего, например, по данным 1950-х годов из Сихотэ-Алиньского заповедника, в рационе харзы 50 % занимают копытные, другие промысловые животные — 30 %, и лишь 5 % — мышевидные грызуны. Интенсивность охоты харзы на копытных сравнима таковой у волка, если не превышает её.
Способна хорошо лазать по деревьям; перепрыгивая с дерева на дерево, зверь совершает прыжки до 9 метров в длину. Также быстро бегает по земле. Линька происходит дважды в год: весенняя — в марте, осенняя  — в октябре.
Молчаливое животное, нечасто подающее звуки. Так, из вокализации у харзы присутствует, например, серия частых и быстрых звуков, примерно описываемых как «чак-чак-чак». Иногда харза может урчать и рычать. Периодически харзы издают т.н. «хорханье» — звуки, отдалённо напоминающие лай, но более глухие. Хорханье харзы издают на охоте и при встрече с другими животными и человеком.

## Размножение
Гон у харз протекает в июне—июле; в это время проходят брачные игры, в ходе которых самцы дерутся за самок. В период гона групповой образ жизни не изменяется. Следующей весной, в мае, в специально обустроенных гнёздах в дуплах рождаются детёныши, как правило, два-три, хотя их количество может достигать и пяти. Столь большой срок между спариванием и рождением детёнышей, по-видимому, связан с длинной латентной стадией беременности, присутствующей и у других куньих, и во время которого эмбриогенез сильно замедляется.
Харзята появляются на свет очень слабыми, слепыми и малоподвижными. Новорождённые щенки имеют серую шерсть, в которой с 15-го дня жизни возникают жёлтые оттенки. Ювенильный мех начинает сменяться в 45-дневном возрасте, в ходе чего начинается медленное приобретение взрослой окраски, которая, однако, поначалу отличается своей тусклостью и становится яркой только в 3—4 месяца. Самостоятельный приём пищи харзята начинают осуществлять после наступления 60-дневного возраста. В течение первого месяца жизни масса тела детёныша повышается примерно в шесть раз; на второй месяц скорость роста несколько снижается. На шестой месяц рост почти останавливается и щенок становится сопоставимым со взрослой особью.

## Эволюция и систематика
Внутри вида выделяют девять подвидов:
- M. f. flavigula Boddaert, 1785typus
- M. f. borealis Radde, 1862 — Амурская харза[26]
- M. f. chrysospila Swinhoe, 1866
- M. f. hainana Hsu & Wu, 1981
- M. f. henrici Schinz, 1845
- M. f. indochinensis Kloss, 1916
- M. f. peninsularis Bonhote, 1901
- M. f. robinsoni Kloss, 1916
- M. f. saba Chasen & Kloss, 1931

|  | Харза            |
|  |                  |
|  | Нилгирская харза |
|  |                  |

|  | Лесная куница                                              |
|  |                                                            |
|  | \| \| Соболь \| \| \| \| \| \| Японский соболь \| \| \| \| |
|  |                                                            |
|  | Соболь                                                     |
|  |                                                            |
|  | Японский соболь                                            |
|  |                                                            |

|  | Соболь          |
|  |                 |
|  | Японский соболь |
|  |                 |

|  | Лесная куница                                              |
|  |                                                            |
|  | \| \| Соболь \| \| \| \| \| \| Японский соболь \| \| \| \| |
|  |                                                            |
|  | Соболь                                                     |
|  |                                                            |
|  | Японский соболь                                            |
|  |                                                            |

|  | Соболь          |
|  |                 |
|  | Японский соболь |
|  |                 |

|  | Лесная куница                                              |
|  |                                                            |
|  | \| \| Соболь \| \| \| \| \| \| Японский соболь \| \| \| \| |
|  |                                                            |
|  | Соболь                                                     |
|  |                                                            |
|  | Японский соболь                                            |
|  |                                                            |

|  | Соболь          |
|  |                 |
|  | Японский соболь |
|  |                 |

|  | Лесная куница                                              |
|  |                                                            |
|  | \| \| Соболь \| \| \| \| \| \| Японский соболь \| \| \| \| |
|  |                                                            |
|  | Соболь                                                     |
|  |                                                            |
|  | Японский соболь                                            |
|  |                                                            |

|  | Соболь          |
|  |                 |
|  | Японский соболь |
|  |                 |

|  | Харза            |
|  |                  |
|  | Нилгирская харза |
|  |                  |

|  | Лесная куница                                              |
|  |                                                            |
|  | \| \| Соболь \| \| \| \| \| \| Японский соболь \| \| \| \| |
|  |                                                            |
|  | Соболь                                                     |
|  |                                                            |
|  | Японский соболь                                            |
|  |                                                            |

|  | Соболь          |
|  |                 |
|  | Японский соболь |
|  |                 |

|  | Лесная куница                                              |
|  |                                                            |
|  | \| \| Соболь \| \| \| \| \| \| Японский соболь \| \| \| \| |
|  |                                                            |
|  | Соболь                                                     |
|  |                                                            |
|  | Японский соболь                                            |
|  |                                                            |

|  | Соболь          |
|  |                 |
|  | Японский соболь |
|  |                 |

|  | Лесная куница                                              |
|  |                                                            |
|  | \| \| Соболь \| \| \| \| \| \| Японский соболь \| \| \| \| |
|  |                                                            |
|  | Соболь                                                     |
|  |                                                            |
|  | Японский соболь                                            |
|  |                                                            |

|  | Соболь          |
|  |                 |
|  | Японский соболь |
|  |                 |

|  | Лесная куница                                              |
|  |                                                            |
|  | \| \| Соболь \| \| \| \| \| \| Японский соболь \| \| \| \| |
|  |                                                            |
|  | Соболь                                                     |
|  |                                                            |
|  | Японский соболь                                            |
|  |                                                            |

|  | Соболь          |
|  |                 |
|  | Японский соболь |
|  |                 |

|  | Харза            |
|  |                  |
|  | Нилгирская харза |
|  |                  |

|  | Лесная куница                                              |
|  |                                                            |
|  | \| \| Соболь \| \| \| \| \| \| Японский соболь \| \| \| \| |
|  |                                                            |
|  | Соболь                                                     |
|  |                                                            |
|  | Японский соболь                                            |
|  |                                                            |

|  | Соболь          |
|  |                 |
|  | Японский соболь |
|  |                 |

|  | Лесная куница                                              |
|  |                                                            |
|  | \| \| Соболь \| \| \| \| \| \| Японский соболь \| \| \| \| |
|  |                                                            |
|  | Соболь                                                     |
|  |                                                            |
|  | Японский соболь                                            |
|  |                                                            |

|  | Соболь          |
|  |                 |
|  | Японский соболь |
|  |                 |

|  | Лесная куница                                              |
|  |                                                            |
|  | \| \| Соболь \| \| \| \| \| \| Японский соболь \| \| \| \| |
|  |                                                            |
|  | Соболь                                                     |
|  |                                                            |
|  | Японский соболь                                            |
|  |                                                            |

|  | Соболь          |
|  |                 |
|  | Японский соболь |
|  |                 |

|  | Лесная куница                                              |
|  |                                                            |
|  | \| \| Соболь \| \| \| \| \| \| Японский соболь \| \| \| \| |
|  |                                                            |
|  | Соболь                                                     |
|  |                                                            |
|  | Японский соболь                                            |
|  |                                                            |

|  | Соболь          |
|  |                 |
|  | Японский соболь |
|  |                 |

|  | Харза            |
|  |                  |
|  | Нилгирская харза |
|  |                  |

|  | Лесная куница                                              |
|  |                                                            |
|  | \| \| Соболь \| \| \| \| \| \| Японский соболь \| \| \| \| |
|  |                                                            |
|  | Соболь                                                     |
|  |                                                            |
|  | Японский соболь                                            |
|  |                                                            |

|  | Соболь          |
|  |                 |
|  | Японский соболь |
|  |                 |

|  | Лесная куница                                              |
|  |                                                            |
|  | \| \| Соболь \| \| \| \| \| \| Японский соболь \| \| \| \| |
|  |                                                            |
|  | Соболь                                                     |
|  |                                                            |
|  | Японский соболь                                            |
|  |                                                            |

|  | Соболь          |
|  |                 |
|  | Японский соболь |
|  |                 |

|  | Лесная куница                                              |
|  |                                                            |
|  | \| \| Соболь \| \| \| \| \| \| Японский соболь \| \| \| \| |
|  |                                                            |
|  | Соболь                                                     |
|  |                                                            |
|  | Японский соболь                                            |
|  |                                                            |

|  | Соболь          |
|  |                 |
|  | Японский соболь |
|  |                 |

|  | Лесная куница                                              |
|  |                                                            |
|  | \| \| Соболь \| \| \| \| \| \| Японский соболь \| \| \| \| |
|  |                                                            |
|  | Соболь                                                     |
|  |                                                            |
|  | Японский соболь                                            |
|  |                                                            |

|  | Соболь          |
|  |                 |
|  | Японский соболь |
|  |                 |

|  | Японский соболь                                          |
|  |                                                          |
|  | \| \| Соболь \| \| \| \| \| \| Лесная куница \| \| \| \| |
|  |                                                          |
|  | Соболь                                                   |
|  |                                                          |
|  | Лесная куница                                            |
|  |                                                          |

|  | Соболь        |
|  |               |
|  | Лесная куница |
|  |               |

|  | Японский соболь                                          |
|  |                                                          |
|  | \| \| Соболь \| \| \| \| \| \| Лесная куница \| \| \| \| |
|  |                                                          |
|  | Соболь                                                   |
|  |                                                          |
|  | Лесная куница                                            |
|  |                                                          |

|  | Соболь        |
|  |               |
|  | Лесная куница |
|  |               |

|  | Японский соболь                                          |
|  |                                                          |
|  | \| \| Соболь \| \| \| \| \| \| Лесная куница \| \| \| \| |
|  |                                                          |
|  | Соболь                                                   |
|  |                                                          |
|  | Лесная куница                                            |
|  |                                                          |

|  | Соболь        |
|  |               |
|  | Лесная куница |
|  |               |

|  | Японский соболь                                          |
|  |                                                          |
|  | \| \| Соболь \| \| \| \| \| \| Лесная куница \| \| \| \| |
|  |                                                          |
|  | Соболь                                                   |
|  |                                                          |
|  | Лесная куница                                            |
|  |                                                          |

|  | Соболь        |
|  |               |
|  | Лесная куница |
|  |               |

|  | Японский соболь                                          |
|  |                                                          |
|  | \| \| Соболь \| \| \| \| \| \| Лесная куница \| \| \| \| |
|  |                                                          |
|  | Соболь                                                   |
|  |                                                          |
|  | Лесная куница                                            |
|  |                                                          |

|  | Соболь        |
|  |               |
|  | Лесная куница |
|  |               |

|  | Японский соболь                                          |
|  |                                                          |
|  | \| \| Соболь \| \| \| \| \| \| Лесная куница \| \| \| \| |
|  |                                                          |
|  | Соболь                                                   |
|  |                                                          |
|  | Лесная куница                                            |
|  |                                                          |

|  | Соболь        |
|  |               |
|  | Лесная куница |
|  |               |

|  | Японский соболь                                          |
|  |                                                          |
|  | \| \| Соболь \| \| \| \| \| \| Лесная куница \| \| \| \| |
|  |                                                          |
|  | Соболь                                                   |
|  |                                                          |
|  | Лесная куница                                            |
|  |                                                          |

|  | Соболь        |
|  |               |
|  | Лесная куница |
|  |               |

|  | Японский соболь                                          |
|  |                                                          |
|  | \| \| Соболь \| \| \| \| \| \| Лесная куница \| \| \| \| |
|  |                                                          |
|  | Соболь                                                   |
|  |                                                          |
|  | Лесная куница                                            |
|  |                                                          |

|  | Соболь        |
|  |               |
|  | Лесная куница |
|  |               |

|  | Японский соболь                                          |
|  |                                                          |
|  | \| \| Соболь \| \| \| \| \| \| Лесная куница \| \| \| \| |
|  |                                                          |
|  | Соболь                                                   |
|  |                                                          |
|  | Лесная куница                                            |
|  |                                                          |

|  | Соболь        |
|  |               |
|  | Лесная куница |
|  |               |

|  | Японский соболь                                          |
|  |                                                          |
|  | \| \| Соболь \| \| \| \| \| \| Лесная куница \| \| \| \| |
|  |                                                          |
|  | Соболь                                                   |
|  |                                                          |
|  | Лесная куница                                            |
|  |                                                          |

|  | Соболь        |
|  |               |
|  | Лесная куница |
|  |               |

|  | Японский соболь                                          |
|  |                                                          |
|  | \| \| Соболь \| \| \| \| \| \| Лесная куница \| \| \| \| |
|  |                                                          |
|  | Соболь                                                   |
|  |                                                          |
|  | Лесная куница                                            |
|  |                                                          |

|  | Соболь        |
|  |               |
|  | Лесная куница |
|  |               |

|  | Японский соболь                                          |
|  |                                                          |
|  | \| \| Соболь \| \| \| \| \| \| Лесная куница \| \| \| \| |
|  |                                                          |
|  | Соболь                                                   |
|  |                                                          |
|  | Лесная куница                                            |
|  |                                                          |

|  | Соболь        |
|  |               |
|  | Лесная куница |
|  |               |

|  | Японский соболь                                          |
|  |                                                          |
|  | \| \| Соболь \| \| \| \| \| \| Лесная куница \| \| \| \| |
|  |                                                          |
|  | Соболь                                                   |
|  |                                                          |
|  | Лесная куница                                            |
|  |                                                          |

|  | Соболь        |
|  |               |
|  | Лесная куница |
|  |               |

|  | Японский соболь                                          |
|  |                                                          |
|  | \| \| Соболь \| \| \| \| \| \| Лесная куница \| \| \| \| |
|  |                                                          |
|  | Соболь                                                   |
|  |                                                          |
|  | Лесная куница                                            |
|  |                                                          |

|  | Соболь        |
|  |               |
|  | Лесная куница |
|  |               |

|  | Японский соболь                                          |
|  |                                                          |
|  | \| \| Соболь \| \| \| \| \| \| Лесная куница \| \| \| \| |
|  |                                                          |
|  | Соболь                                                   |
|  |                                                          |
|  | Лесная куница                                            |
|  |                                                          |

|  | Соболь        |
|  |               |
|  | Лесная куница |
|  |               |

|  | Японский соболь                                          |
|  |                                                          |
|  | \| \| Соболь \| \| \| \| \| \| Лесная куница \| \| \| \| |
|  |                                                          |
|  | Соболь                                                   |
|  |                                                          |
|  | Лесная куница                                            |
|  |                                                          |

|  | Соболь        |
|  |               |
|  | Лесная куница |
|  |               |

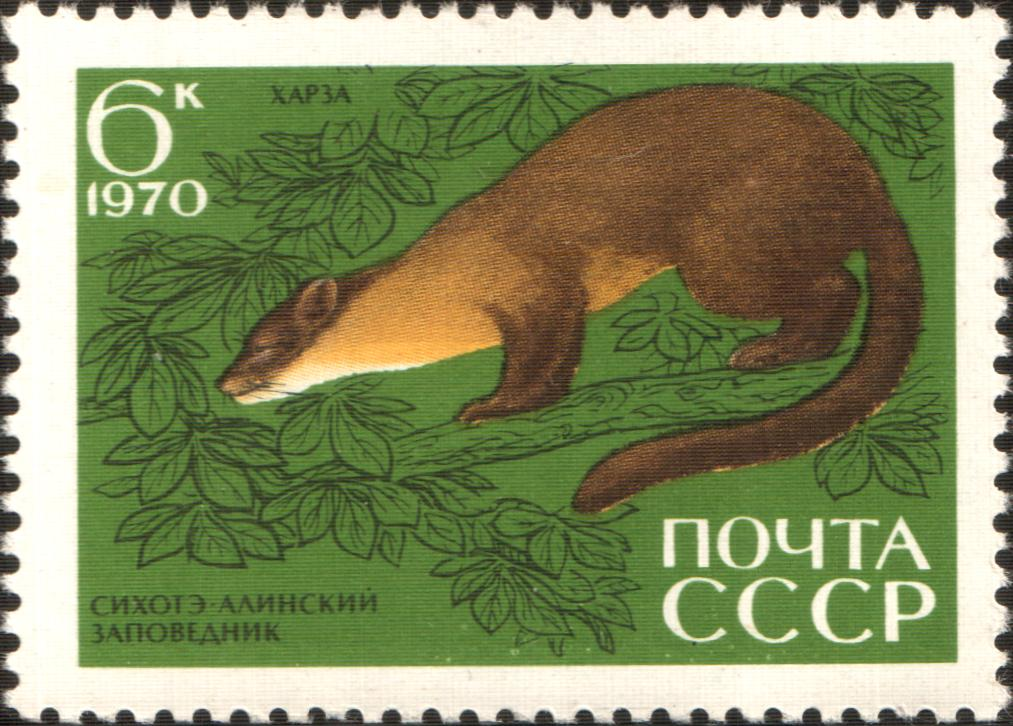
Почтовая марка «Харза» из серии «Животный мир Сихотэ-Алинского государственного заповедника» (СССР, 1970 г.)

Исходя из анализа Li et. al., 2014, род куниц (Martes) возник в конце мессинского века миоценовой эпохи, 5,5 млн лет назад, разделившись на две ветви — подроды харз, или гималайских куниц (Charronia), и собственно куниц (Martes). Первый подрод включает два вида — харзу (Martes flavigula) и нилгирскую харзу, а второй — всех остальных куниц. Анализ Nyakatura & Bininda-Emonds, 2012 показал, что харза и нилгирская харза разошлись более 2,5 млн лет назад. Харза отличается от собственно куниц по ряду хорошо выраженных признаков, из-за чего в прошлом на основе этих признаков оба подрода куниц иногда считались самостоятельными родами. Тем не менее, серьёзных краниологических различий, то есть различий в строении черепа, между ними не существует.

## Статус популяции и охрана
Промысловое значение харзы очень невелико, поскольку встречается она редко, а её красивая, но грубая шкурка малоценна и отличается низким качеством. Тем не менее, харза наносит некоторый ущерб охотничьему хозяйству, истребляя промысловых животных — как и копытных, так и пушных. Отстрел харзы, как правило, осуществляется очень редко, при случайных встречах или попутно с добычей других животных. В самоловы харза попадает редко. В 1950-е годы в СССР охота на харзу была разрешена круглогодично и без ограничений.
Харза включена в приложение III к Конвенции по международной торговле исчезающими видами фауны и флоры (CITES). Занесена в «Перечень объектов животного мира, нуждающихся в особом внимании к их состоянию в природной среде».

## В культуре
- В российском мультсериале «Лео и Тиг» антагонистами является стая из трёх братьев-харз.